# Daboura
Daboura är en ort i Burkina Faso.   Den ligger i regionen Boucle du Mouhoun, i den västra delen av landet, 260 km väster om huvudstaden Ouagadougou. Daboura ligger 297 meter över havet och antalet invånare är 7 285.
Terrängen runt Daboura är platt. Närmaste större samhälle är Salanso, 17,8 km väster om Daboura.
Omgivningarna runt Daboura är en mosaik av jordbruksmark och naturlig växtlighet. Runt Daboura är det ganska tätbefolkat, med 65 invånare per kvadratkilometer.